# Foreste miste e di conifere dei Pirenei
Le foreste miste e di conifere dei Pirenei sono un'ecoregione dell'ecozona paleartica, definita dal WWF (codice ecoregione: PA0433), che si estende lungo la catena dei Pirenei. L'ecoregione fa parte dell'ecoregione globale denominata Foreste miste montane dell'Europa mediterranea, inclusa nella lista Global 200.

## Territorio
I Pirenei sono situati tra le regioni biogeografiche europee eurosiberiana e mediterranea. La catena montuosa si estende in direzione ovest-est dall'oceano Atlantico al mar Mediterraneo, coprendo una distanza di 500 km. Il nucleo centrale dei Pirenei è costituito da antichi graniti e ardesie che risalgono a oltre ducento milioni di anni fa, ed è affiancato da rocce sedimentarie mesozoiche (calcare, dolomite e arenaria) e quaternarie. L'orogenesi alpina ha plasmato il complesso sistema dei Pirenei. Esso è costituito da impervie pareti rocciose, canyon spettacolari, pianure d'altitudine segnate dal carsismo e da vette di oltre 3000 m (Aneto 3404 m, Posets 3375 m, Vignemale 3298 m). Le testimonianze della glaciazione quaternaria, come pittoreschi circhi glaciali e valli a U appianate dai ghiacciai, sono ovunque.
I Pirenei vengono suddivisi in tre principali settori bioclimatici: il settore occidentale, che subisce l'influsso delle correnti d'aria miti e umide provenienti dall'Atlantico, il settore continentale centrale, caratterizzato da un clima più freddo e più secco, e quello orientale, che subisce l'influenza del clima mediterraneo, dove d'estate si riscontrano caldi periodi di siccità. Un clima mediterraneo di transizione predomina sui rilievi di bassa altitudine che cingono a sud la catena, noti come «Prepirenei».

## Ambiente

### Flora

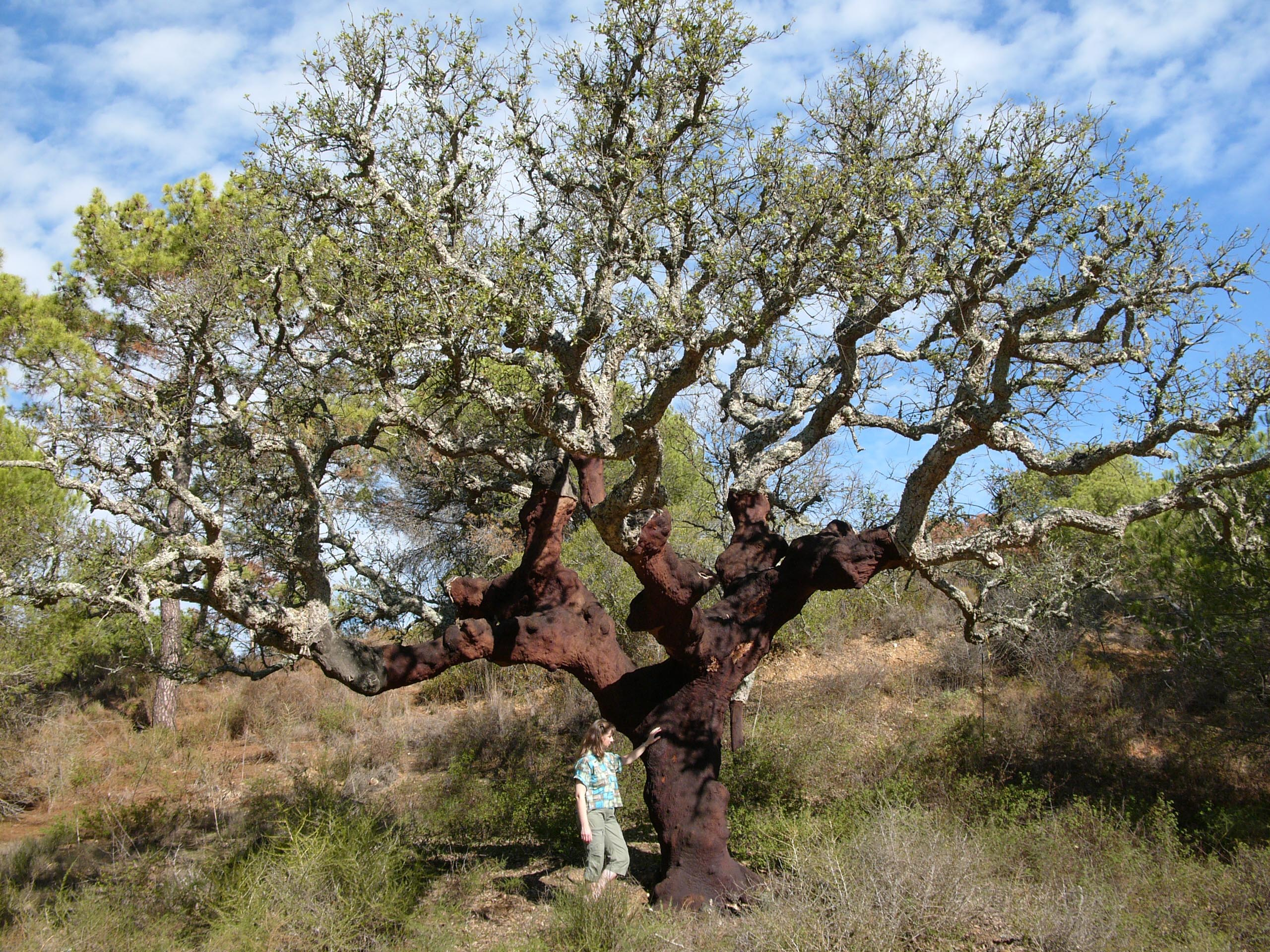
Quercia da sughero

Le foreste dei Pirenei sono caratterizzate da una zonazione altitudinale altamente diversificata, che si fa più evidente nel settore spagnolo meridionale. Nel fondo dei canyon, su terreni calcarei o dolomitici, si sviluppa una vegetazione di tipo mediterraneo, dove prevalgono specie sempreverdi (soprattutto Quercus ilex) e decidue (Q. faginea, Q. pubescens, Tilia platyphyllos, Acer opalus). Querce da sughero (Quercus suber) e pini domestici (Pinus pinea) formano boschetti consistenti sui substrati silicei dell'estremità orientale della catena, in prossimità del mar Mediterraneo. Le zone di media altitudine sono caratterizzate da foreste miste decidue (Quercus petraea, Q. pubescens e Fagus sylvatica, soprattutto ad ovest) e foreste di pino silvestre (Pinus sylvestris) e di pino nero (P. nigra). Boscaglie relitte di ginepro (Juniperus thurifera), presenti in numerose aree della Spagna centrale e del Nordafrica, compaiono in poche aree dei Pirenei settentrionali. Le foreste di alta montagna sono costituite soprattutto da boschetti misti di faggio (Fagus sylvatica) e abete bianco (Abies alba); il pino mugo (Pinus uncinata) compare soprattutto nelle regioni interne caratterizzate da un clima più continentale. I prati alpini che si trovano al di sopra della linea degli alberi ospitano molte specie endemiche e relitte.
I Pirenei costituiscono una vera e propria «area di transizione» tra Europa centrale e mediterranea e presentano vaste aree ancora intatte. Sulla catena sono state censite circa 3500 piante vascolari, di cui 200 endemiche, come Thalictrum macrocarpum, Androsace cylindrica subsp. hyrtella, Saxifraga hariotii, Hieracium compositum, Gentiana burseri, Globularia nudicaulis subsp. gracilis e Galium pumilum. Sono presenti tre specie endemiche costituite da forme relitte di origine subtropicale: Dioscorea pyrenaica e D. chouardii, dei Pirenei centrali, e Xatardia scabra, dei Pirenei orientali. Degno di nota è anche il genere Ramonda, costituito da tre specie, una endemica dei Pirenei (R. myconi) e due endemiche delle Alpi Dinariche.

### Fauna

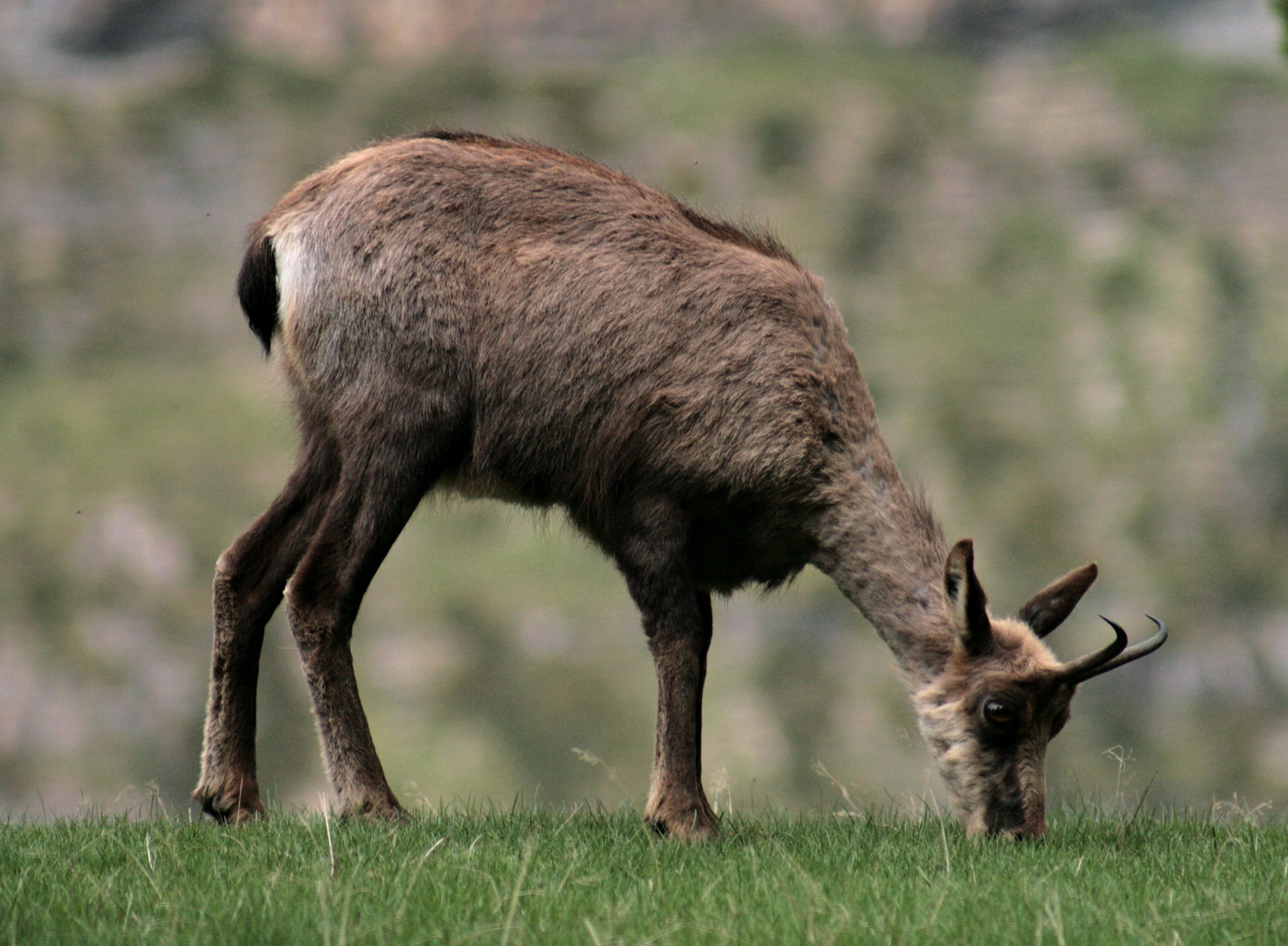
Camoscio dei Pirenei

Circa 64 specie di mammiferi abitano i Pirenei, tra cui alcune sottospecie endemiche. Le popolazioni di grandi carnivori sono state ridotte di numero o frammentate in piccoli gruppi residui. La popolazione di orso bruno (Ursus arctos arctos) è attualmente costituita da appena una cinquantina di individui. All'inizio del secolo, si è assistito al "ritorno" del lupo nei Pirenei orientali, prima sul versante francese e poi su quello spagnolo. Accertamenti genetici hanno confermato che si tratta di individui della sottospecie italiana (Canis lupus italicus), provenienti dalla Francia meridionale. 

I grandi erbivori hanno generalmente una distribuzione più ampia, in particolare il camoscio (Rupicapra pyrenaica pyrenaica), mentre lo stambecco endemico dei Pirenei (Capra pyrenaica pyrenaica) è estinto dagli inizi del 2000.
Qui sono state identificate circa 120 specie nidificanti di uccelli, nonché un numero eguale di specie migratrici. Un rapace estremamente minacciato è il gipeto (Gypaetus barbatus), di cui sui Pirenei ne rimangono circa quaranta coppie. Altre specie in pericolo, che in Europa settentrionale occupano areali ben più estesi, formano popolazioni isolate su alcune aree montuose. Tra queste figurano il gallo cedrone (Tetrao urogallus) e la pernice bianca (Lagopus muta).

## Conservazione
Aree incontaminate si possono ancora trovare in alcune vallate, canyon e versanti elevati dei Pirenei. Alcune specie minacciate, tuttavia, sono qui presenti con popolazioni notevolmente basse e rischiano di scomparire da queste montagne.